# Pour ne jamais oublier ou le Cabaret Brundibár de Terezín
Pour ne jamais oublier ou le Cabaret Brundibár de Terezín est une pièce de théâtre écrite par Jaromir Knittl.
La pièce a été composée d'après les écrits et témoignages des enfants, jeunes et adultes disparus ou ayant survécu aux camps de concentration nazis.

## Inspiration
Elle est inspirée de l'opéra pour enfants Brundibár écrit par Adolf Hoffmeister et le compositeur tchèque-allemand Hans Krása en 1938 et interprété par des enfants captifs au camp-ghetto de Terezín, ville située dans l'actuelle République tchèque.

## Résumé
Un SS vient annoncer à Mina Fabianova, une célèbre actrice de cabaret, puis à d'autres artistes qu'ils sont convoqués à la Kommandantur et de préparer leurs valises pour être envoyés à Terezín (ou Theresienstadt). Ils arrivent au camp en compagnie d'autres orphelins. On demande à ces artistes de renom de créer dans ce camp de concentration dirigé par Fritz Konrad, un cabaret dont le but est de divertir les SS et le personnel nazi du camp. Il y est bien-sûr formellement interdit d'y représenter les œuvres des artistes juifs : Kurt Weill, Offenbach, etc.
Rudolf Tauber, un SS chargé d'organiser ce cabaret, tombe amoureux de Judith, une des captives juives du camp. Cet amour naissant dans cette ambiance artistique donne à cet univers de mort un léger répit d'humanité et d'amour.

## Personnages
- Mina Fabianova
- L'inconnue
- Rachel Meisselschwein, sa fille
- Judith, fille aînée de Rachel
- Eva, sa seconde fille
- Ilse, la benjamine
- Madame Pozner, une amie de Mina
- Jarmila, orpheline
- Milena, orpheline
- David, orphelin
- Loreleï Keller, dite Lory
- Fritz Konrad, Oberstumbannführer SS
- Rudolf Tauber, Rottenführer SS
- Greta Fischer, Aufseherin SS